# Microdesmes
Microdesmes là một chi bọ cánh cứng trong họ 
Elateridae.
Chi này được miêu tả khoa học năm 1882 bởi Candèze.

## Các loài
Các loài trong chi này gồm:
- Microdesmes angulatus (Carter, 1939)
- Microdesmes collaris (Candèze, 1900)
- Microdesmes mastersii (W.J. Macleay, 1872)
- Microdesmes minimus (Candèze, 1878)
- Microdesmes niger (Carter, 1939)
- Microdesmes pallidus (Carter, 1939)
- Microdesmes pubescens (Carter, 1939)
- Microdesmes pygmaeus (Carter, 1939)